# Fränk Schleck

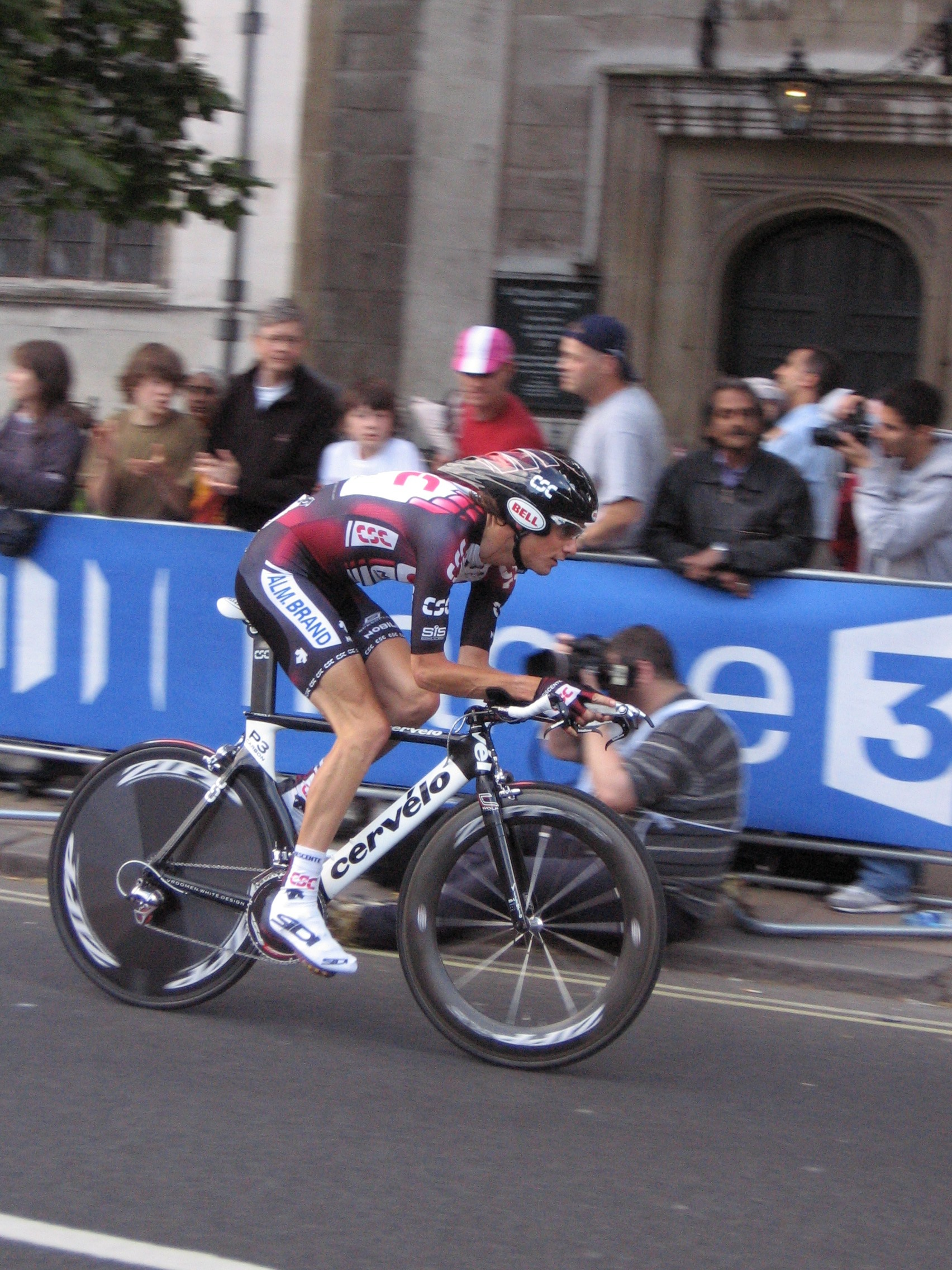
Fränk Scheck

Fränk René Schleck (* 15. dubna 1980 v Lucembursku) je profesionální lucemburský silniční cyklista závodící za Pro Tour tým Leopard Trek. Společně se svým mladším bratrem cyklistou Andym Schleckem pocházejí ze sportovní rodiny.
Svoji profesionální kariéru zahájil v roce 2003 v týmu Team CSC. V tomto týmu působil až do roku 2010. V roce 2011 přestoupil
do týmu Leopard Trek společně se svým bratrem Andy Schleckem.
Jde o specialistu vrchaře, který se umí uplatnit i v jednoetapových závodech.

## Největší úspěchy
| Grand Tour | 2005     | 2006     | 2007     | 2008    | 2009    | 2010    |
| ---------- | -------- | -------- | -------- | ------- | ------- | ------- |
| Giro       | 42 místo |          |          |         |         |         |
| Tour       |          | 11 místo | 17 místo | 6 místo | 5 místo | WD      |
| Vuelta     |          |          |          |         | WD      | 5 místo |

Jde o vícenásobného mistra Luxemburska. K jeho největším etapovým vítězstvím patří prvenství na závodě Okolo Lucemburska (2009), Okolo Švýcarska (2010) ; Critérium International (2011) a vyhrál i cyklistickou klasiku Critérium International (2006).

## Obvinění z dopingu
Mezinárodní cyklistická unie 17. července v průběhu Tour de France 2012 oznámila, že byl pozitivně testován na diuretikum xipamid.